# Élection présidentielle américaine de 2020 au Connecticut
L'élection présidentielle américaine de 2020, cinquante-neuvième élection présidentielle américaine depuis 1788, a lieu le 3 novembre 2020 et conduit à la désignation du démocrate Joe Biden comme quarante-sixième président des États-Unis.
Au Connecticut, les démocrates l'emportent avec Joe Biden.

## Résultats des élections au Connecticut
| Candidat présidentiel | Vice-président   | Parti politique | Vote populaire | %      | Vote électoral |
| --------------------- | ---------------- | --------------- | -------------- | ------ | -------------- |
| Joe Biden             | Kamala Harris    | Démocrate       | 1,070,195      | 59.14% | 7              |
| Donald J. Trump       | Michael R. Pence | Républicain     | 711,137        | 39.30% | 0              |
| Jo Jorgensen          | Spike Cohen      | Libertarien     | 20,167         | 1.11%  | 0              |
| Howie Hawkins         | Angela Walker    | Vert            | 7,464          | 0.41%  | 0              |
| Autres                | /                | /               | 509            | 0.03%  | 0              |

## Analyse
|                                                   | Comté(s)    | Pourcentage |
| ------------------------------------------------- | ----------- | ----------- |
| Comté le plus démocrate                           | Hartford    | 63,1%       |
| Comté le moins démocrate                          | Litchfields | 51,7%       |
| Comté le plus républicain                         | Litchfields | 46,6%       |
| Comté le moins républicain                        | Hartford    | 35,4%       |
| Comté(s) démocrate en 2016 et républicain en 2020 | /           | /           |
| Comté(s) républicain en 2016 et démocrate en 2020 | /           | /           |